# مناخ الفضاء

إعادة بناء النشاط الشمسي فوق 11400 سنين. فترة النشاط المرتفع بالتساوي على مدى 8000 سنة منذ مضت مبينة.

مناخ الفضاء هو التباين طويل المدى في النشاط الشمسي داخل الغلاف الشمسي ، بما في ذلك الرياح الشمسية ، والمجال المغناطيسي بين الكواكب ، وتأثيراتها في البيئة القريبة من الأرض ، بما في ذلك الغلاف المغناطيسي للأرض والأيونوسفير ، والجزء العلوي و الغلاف الجوي السفلي والمناخ والأنظمة الأخرى ذات الصلة. الدراسة العلمية لمناخ الفضاء هي مجال متعدد التخصصات لفيزياء الفضاء والفيزياء الشمسية والفيزياء الشمسية والجيوفيزياء . ومن ثم فهو مرتبط بعلم المناخ الأرضي ، وتأثيراته على الغلاف الجوي للأرض فهي تدخل في علم المناخ.

## الخلفية
يأخذ علم مناخ الفضاء في الاعتبار المدى الطويل (أطول من فترة الدوران الشمسي التي تبلغ 27 يومًا متغيرًا عرضيًا ، خلال الدورة الشمسية التي تبلغ 11 عامًا وما بعدها ، والتي تصل إلى آلاف السنين وتتجاوز) تقلبات المؤشرات الشمسية ، والأشعة الكونية ، ومعلمات الغلاف الشمسي ، والمغناطيسية الأرضية المستحثة وتأثيرات الغلاف الجوي المتأين والغلاف الجوي والمناخ. فهو يدرس الآليات والعمليات الفيزيائية المسؤولة عن تباينها في الماضي مع اشارات تأثيرها على المستقبل. إنه مفهوم أوسع وأكثر عمومية من طقس الفضاء ، الذي يرتبط به مثل المناخ التقليدي والطقس .
بالإضافة إلى المشاهدات الشمسية في الوقت الفعلي ، يغطي مجال البحث أيضًا تحليل بيانات مناخ الفضاء التاريخية. وقد تضمن هذا التحليل إعادة البناء التي سمحت للرياح الشمسية وشدة المجال المغناطيسي للغلاف الشمسي بتحديدها من الماضي منذ عام 1611.

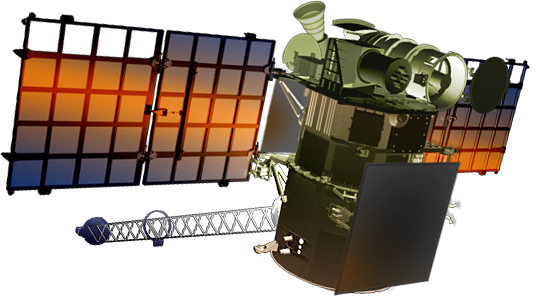
عرض فني لمرصد مناخ الفضاء السحيق (DSCOVR)

تم الاعتراف بأهمية أبحاث مناخ الفضاء ، على وجه الخصوص من قبل وكالة ناسا التي أطلقت مهمة فضائية خاصة لمرصد مناخ الفضاء السحيق (DSCOVR)  المخصص لرصد مناخ الفضاء. تُنشر النتائج والأفكار والاكتشافات الجديدة في مجال مناخ الفضاء في مجلة بحثية مركزة لاستعراض طقس الفضاء ومناخ الفضاء (JSWSC). منذ عام 2013 ، تُمنح الجوائز والميداليات البحثية في مجال طقس الفضاء ومناخ الفضاء سنويًا من قبل" أسبوع طقس الفضاء الأوروبي". كما توجد منصة مرصد فضائي أخرى حديثة هي الإشعاع الشمسي وتجربة المناخ (SORCE).
لأبحاث المناخ الفضائي ثلاثة أهداف رئيسية:
1. لفهم التباين الشمسي طويل الأجل بشكل أفضل ، بما في ذلك أيضًا الظواهر المتطرفة الملحوظة وخصائص هذا التباين في الرياح الشمسية وفي المجال المغناطيسي للغلاف الشمسي
2. لفهم العلاقات الفيزيائية بين الشمس والغلاف الشمسي ومختلف الظواهر ذات الصلة (مثل الحقول المغناطيسية الأرضية والأشعة الكونية وما إلى ذلك).
3. لفهم التأثير طويل المدى لتقلبية الطاقة الشمسية على البيئة القريبة من الأرض ، بما في ذلك طبقات الغلاف الجوي المختلفة ، وفي النهاية على المناخ العالمي للأرض.

### التاريخ
في أوائل العقد الأول من القرن الحالي ، عندما أصبح مفهوم طقس الفضاء شائعًا ، أدركت مجموعة مبادرة صغيرة بقيادة جامعة أولو في فنلندا أنه يمكن فهم المؤثرات المادية للتنوع الشمسي وتأثيراته الأرضية بشكل أفضل من خلال رؤية أكثر عمومية وأوسع نطاقًا. و تم تطوير مفهوم مناخ الفضاء ، وتشكيل مجتمع البحث المتخصص ، والذي يضم حاليًا بضع مئات من الأعضاء النشطين حول العالم. وعلى وجه الخصوص ، نُظِّمت سلسلة من الندوات الدولية بشأن المناخ الفضائي (كل سنتين منذ عام 2004) ،  وعُقدت الندوة الافتتاحية الأولى في أولو (فنلندا) في عام 2004 ، تلتها في رومانيا (2006) ، وفنلندا (2009) ، و الهند (2011) ، وفنلندا (2013) ، وفنلندا (2016) ، وكندا (2019) ، فضلاً عن جلسات موضوعية حول مناخ الفضاء في الجمعيات العامة للجنة أبحاث الفضاء وعلوم الأرض.

## أنظر أيضا
- علم الطيران
- علوم الكواكب وعلوم الغلاف الجوي وفيزياء الغلاف الجوي
- النشاط الشمسي والمناخ
- الإشعاع الشمسي
- مناخ الفضاء
- التجوية في الفضاء
- علم الفلك النجمي

## روابط خارجية
- مجلة طقس الفضاء ومناخ الفضاء (JSWSC)
- برنامج الفضاء وتغير المناخ التابع لمكتب الأمم المتحدة لشؤون الفضاء الخارجي